# Mujiaoshakua
Mujiaoshakua là một chi bướm đêm thuộc họ Geometridae.